# Camponotus vespertinus
Camponotus vespertinus é uma espécie de inseto do gênero Camponotus, pertencente à família Formicidae.